# LaFayette Motors
A LaFayette Motors Company foi uma empresa de automóveis estadunidense fundada en 1919 na cidade de Indianápolis estado da Indiana.
O nome LaFayette foi uma homenagem da empresa ao marquês de LaFayette, e seus carros ostentavam o busto do marquês no seu logotipo.
Os veículos fabricados por ela eram de extremo luxo. Curiosidade esta empresa foi a primeira no mundo a utilizar um relógio elétrico em automóveis.

## Cronologia
- 1919 Fundação da empresa na cidade de Indianápolis.
- 1921 W. Nash torna-se presidente da LaFayette Motors Company.
- 1922 As instalações são transferidas para Milwaukee, Wisconsin.
- 1924 A Nash Motors adquire LaFayette Motors, não usando este nome.
- 1934 A Nash Motors volta a utilizar o nome "LaFayette".